# Unione della Gioventù Socialista Polacca
L'Unione della Gioventù Socialista Polacca (Związek Socjalistycznej Młodzieży Polskiej, ZSMP) era l'organizzazione giovanile del Partito Operaio Unificato Polacco, rinominata nel 1976 la ZSMP era un ex membro della Federazione Mondiale della Gioventù Democratica.
| Controllo di autorità | VIAF (EN) 135890621 · ISNI (EN) 0000 0000 9262 3782 · LCCN (EN) n82165911 |